# Pi Pinyer de Torrebonica
El Pi Pinyer de Torrebonica (Pinus pinea) és un arbre que es troba a Torrebonica (Terrassa, el Vallès Occidental), el qual és un magnífic exemplar de pi pinyer que s'alça majestuós prop de la mansió de Torrebonica, a tocar de l'Hospital de Terrassa.

## Dades descriptives
- Perímetre del tronc a 1,30 m: 2,96 metres.
- Alçada: 22,3 metres.
- Amplada de la capçada: 18 x 20 metres (amplada mitjana capçada: 19 metres).
- Altitud sobre el nivell del mar: 255 metres.[1]

## Entorn
Es troba al marge dret del torrent de la Batzuca, dins la finca de Torrebonica. La proximitat del torrent ha fet necessari construir un mur de pedra per tal de protegir-lo de les riuades. És remarcable el pollancre moribund que creix al mig del camp del davant (3,20 metres de perímetre).

## Aspecte general
Es troba en bon estat de conservació, tot i tindre algunes branques trencades. Una colònia de cotorretes de pit gris (Myiopsitta monachus) nia a la capçada.

## Accés
Cal prendre la carretera N-150 entre Terrassa i Sabadell. A mig camí de les dues poblacions, tombem en direcció a l'Hospital de Terrassa. Deixem a l'esquerra els dos accessos al centre sanitari i continuem recte, en direcció a Torrebonica (rètol indicador). Una cadena ens barra el pas, obligant-nos a continuar a peu (és recomanable deixar el cotxe a l'aparcament de l'hospital). Seguim la pista asfaltada, deixant a mà esquerra l'accés a Can Figueres. Recorreguts uns 200 metres tombem a la dreta per la pista de terra que baixa al torrent. En arribar-hi, abandonem la pista i seguim torrent amunt, primer per la llera i després per un corriol que segueix el seu marge esquerre. Al cap de 300 metres descobrim el pi, al marge dret del torrent de la Batzuca. Coordenades UTM: 31T X0421224 Y4601651.